# Roy Keane
Roy Keane, teljes nevén Roy Maurice Keane (Cork, 1971. augusztus 10. –) ír labdarúgó, majd edző.
Karrierjét 1989-ben kezdte az ír Cobh Ramblersnél. 1990-től 1993-ig a Nottingham játékosa volt, majd tizenkét, rendkívül sikeres évet töltött a Manchester Unitednél. 1997-től távozásáig, vagyis 2005-ig, annak csapatkapitánya is volt. Itt hétszeres bajnok és négyszeres kupagyőztes lett, valamint egyszer (1998–99) a Bajnokok Ligájában is sikerült győznie csapatával. Karrierje utolsó évét a Celticnél töltötte.
Az ír labdarúgó-válogatottban 1991-ben mutatkozott be. Tizennégy év alatt összesen hatvanhat mérkőzésen lépett pályára, ezeken kilenc gólt szerzett. A nemzeti csapattal egy világbajnokságon, az 1994-esen szerepelt. Eredetileg a 2002-esen is kerettag volt, azonban – miután összeveszett a szövetségi kapitánnyal – otthagyta a válogatottat, és hazautazott.
2006 óta edzősködik, első csapata a Sunderland volt; 2013–18 között pedig az ír válogatott másodedzőjeként dolgozott.

## Karrierje
Keane egy munkáscsalád gyermekeként látta meg a napvilágot 1971. augusztus 10-én, Cork városában. Eleinte Celtic-drukker volt, ám idővel a manchesteri Bryan Robson lett a kedvenc játékosa.

### Cobh Ramblers
Kamaszként sokáig nem volt reménye komolyabb karrierre. Többször is jelentkezett próbajátékra angol csapatoknál, azonban mindannyiszor visszautasították. 1989-ben végül nem egy angol, hanem egy félprofi, másodosztályú ír csapat, a Cobh Ramblers szerződtette. Első, és mint később kiderült, utolsó ír szezonjában a Cobh a hetedik helyen végzett, Keane tizenkilenc meccsén egy gólt szerzett.
A kis csapatnál mindössze egy évet töltött, ezután a Nottingham Forest szerződtette, miután az akkori menedzser, Brian Clough személyesen látta őt játszani. Átigazolásakor a Forest mindössze 47 ezer fontot fizetett érte.

### Nottingham
Első meccseit a Nottingham U21-es csapatának színeiben játszotta, amikor az egy utánpótlás-tornán vett részt Hollandiában. A HFC Haarlem elleni döntőben, a tizenegyespárbaj során, ő rúgta az utolsó büntetőt, és mivel ezt értékesítette, meg is nyerték a tornát. Ezt követően folyamatosan járta végig az első csapatba kerüléshez szükséges utat, előbb a tartalékok között szerepelt, majd a 1990-ben első mérkőzését is lejátszotta a Liverpool ellen.
Első gólját új csapata színeiben a Sheffield United ellen szerezte, a csapat ekkor győzni is tudott. Az FA-kupában jól ment neki, három gólt is szerzett, azonban a harmadik körben kis híján végzetes hibát követett el, amikor öngólt szerzett a Crystal Palace ellen. A meccs végén Clough arcon ütötte Keane-t, aki ettől a földre esett. Később Keane mégsem neheztelt emiatt edzőjére. A Nottingham végül egészen a döntőig jutott, ahol vereséget szenvedett a Tottenham Hotspurtől Egy évvel később a Forest a Ligakupa döntőjébe is eljutott, ahol ismét alulmaradt, Keane későbbi klubja, a Manchester United ellen.
Jó teljesítményével egyre inkább felhívta magára a nagyobb csapatok figyelmét. Először 1992-ben merült fel, hogy elszerződik, ekkor a Blackburn Rovers, illetve annak menedzsere, Kenny Dalglish szerette volna leigazolni.
1993-ban a Manchester United játékosa lett, akkoriban brit rekordnak számító 3,75 millió fontért.

### Manchester

#### Kezdeti évek
A magas átigazolási díj ellenére egyáltalán nem volt garancia arra, hogy Keane játszani is fog, ugyanis ellenfelei a csapatba kerülésért olyan játékosok voltak, mint Bryan Robson vagy Paul Ince. Ők ketten nagy szerepet játszottak abban, hogy a Manchester United 1993-ban ismét bajnoki címet szerzett, 1967 óta először. Robson azonban már 36 éves volt, és az 1993–94-es szezonban sokat ki is hagyott sérülés miatt.
Keane hazai bemutatkozására végül augusztus 18-án került sor, a Sheffield United ellen, s ezen a meccsen rögtön két gólt szerzett. Nem sokkal később már stabil kezdő volt Sir Alex Ferguson csapatában, és a szezon végén első profiként aratott győzelmét ünnepelhette, ugyanis a szezon végén a csapat megvédte bajnoki címét, nyolc ponttal megelőzve a második Blackburnt.
A következő szezon kevésbé volt sikeres, több sorozatban is csak kevés hiányzott a végső sikerhez. A bajnokságban Keane-ék mindössze egy ponttal végeztek a második helyen az előző évben második Blackburn mögött, vagyis éppen csak nem sikerült az újabb címvédés. A kupában a Manchester egészen a döntőig eljutott, ám ott egygólos vereséget szenvedett az Evertontól. Utóbbi sorozat elődöntőjében, a Crystal Palace ellen megkapta első piros lapját manchesteri színekben, miután durván szabálytalankodott Gareth Southgate-tel szemben.
1995 nyara változásokat hozott a csapat életében, több kulcsjátékos is távozott. Ilyenek voltak Paul Ince (Internazionale), Mark Hughes (Chelsea) vagy Andrej Kancselszkisz (Everton). Helyükre az ifjúsági csapatból felhozott David Beckham, Nicky Butt és Paul Scholes kerültek, így hirtelen Keane lett a legtapasztaltabb játékos a középpályán. A látszólagos gyengülés ellenére a szezon felénél már tizenkét pontos előnye volt a gárdának. Ez elég volt az újabb bajnoki címhez, amelyet végül négypontos differenciával sikerült megszerezni a Newcastle előtt. A szezon végén a kupában is sikerült megszerezni a végső győzelmet, a Liverpool 1–0-s legyőzésével. Keane-nek ezzel másodszor sikerült a duplázás, vagyis a bajnoki cím és a kupa megnyerése manchesteri pályafutása során.
A következő idényben többször kisebb pihenőre kényszerült térde miatt. Később, a BL-elődöntőben egy fontos sárgát szedett össze a később győztes Borussia Dortmund elleni idegenbeli első mérkőzésen, így kénytelen volt kihagyni a visszavágót. A MU a következő meccsen is kikapott 1–0-ra, így kiesett, a bajnoki címet azonban ismét sikerült megszerezni.

#### Csapatkapitányként
Éric Cantona váratlan visszavonulásával az 1997–98-as szezontól kezdve ő lett a klub csapatkapitánya. Ebben az idényben mindössze kilenc meccsen játszott, köszönhetően egy szalagszakadásnak, amelyet a Leeds védője, Alf-Inge Haaland okozott neki. A Manchester egyébként sokáig az élen állt, volt már tizenegy pontos előnye is az Arsenallal szemben. Ezt azonban sikerült elvesztegetni, így végül az „Ágyúsok” mindössze egy ponttal megelőzve a Unitedet szerezték meg a bajnoki címet, történetük során tizenegyedszer. A legtöbb szakértő szerint Keane hiánya nagyban közrejátszott abban, hogy a Manchester elbukta a bajnoki címért folytatott harcot.
A kétkedőkre, akik szerint sérülése visszavetette volna, alaposan rácáfolt a következő idényben. Gyakorlatilag minden meccsen játszott, és bár csak két gólt szerzett, nagy szerepe volt abban, hogy a MU triplázni tudott, vagyis bajnok és kupagyőztes is lett, valamint a BL-serleget is sikerült elhódítania. Pályafutása sokak szerint legjobb mérkőzése a Juventus elleni BL-elődöntő volt. Az odavágó viszonylag rosszul sikerült, ugyanis hazai pályán csak 1–1-es döntetlent sikerült elérni. A visszavágó még rosszabbul indult, a Manchester Filippo Inzaghi révén öt perc alatt kétgólos hátrányba került. Ezek után Keane előbb szépíteni tudott, majd végül győzelemre vezette a csapatot, amely végül 4–3-as összesítéssel jutott döntőbe. A döntőt egy Zinédine Zidane ellen elkövetett szabálytalanság, és az azért kapott sárga lap miatt ki kellett hagynia. A finálét végül egy emlékezetes meccsen a Manchester nyerte, miután a hosszabbításban fordított egygólos hátrányból a Bayern München ellen. A gólszerzők Ole Gunnar Solskjær és Teddy Sheringham voltak.
Az 1999–2000-es szezon eleje a szerződése meghosszabbítása körüli vitákkal telt. Először nem fogadta el a United évi kétmillió fontos fizetésről szóló ajánlatát, ekkor kezdtek el arról pletykálni, hogy esetleg Olaszországba szerződhet. A két fél végül még ősszel meg tudott egyezni, Keane fizetésemelését a bérletek árának növeléséből fedezték. Ez a szezon egyébként kevésbé sikerült jól, mert bár a bajnoki címet imponáló fölénnyel, tizennyolc pontos előnnyel és mindössze három vereséggel sikerült megvédeni, a Bajnokok Ligája már a negyeddöntőben véget ért a csapat számára, miután a negyeddöntőben, többek között Keane öngóljának is köszönhetően, kiesett a későbbi győztes Real Madrid ellen. A szezon végén ő lett az az év angol labdarúgója, emellett a szakírók is őt választották a legjobbnak.
A következő idényben a Manchester ismét megszerezte a bajnoki címet, azonban Keane számára ez mégsem erről marad emlékezetes. A manchesteri derbin, vagyis a kisebbik városi klub, a City elleni meccsen brutálisan lépett oda a korábban neki sérülést okozó, akkor még a Leedsnél játszó Alf-Inge Haalandnak. Bár hárommeccses eltiltást és ötezer font pénzbírságot kapott az esetért, ahogy önéletrajzi könyvében írta, egyáltalán nem bánta meg a történteket. Később az Angol labdarúgó-szövetség, a támadások elkerülése végett további öt meccsre eltiltotta, valamint a pénzbüntetést összege is jóval nagyobb, százötvenezer font lett.
A 2001–02-es idényt a csapat négy év óta először kupa nélkül zárta. A bajnokságban az Arsenal és a Liverpool mögött csak a harmadik helyen végzett, ez volt a klub legrosszabb eredménye 1991 óta. A BL-ben a Bayer Leverkusen jelentette a végállomást a csapat számára.
2002 augusztusában ismét büntetést kapott, azonban ekkor nem csak a szövetségtől. Sir Alex Ferguson Jason McAteer lekönyökléséért százötvenezer fontra büntette, valamint hárommeccses eltiltással sújtotta. A hirtelen jött szünet alatt megműttette fájó csípőjét, ami miatt már egy éve fájdalomcsillapítókat szedett. A szezon végén ismét bajnoki címet ünnepelhetett csapattársaival, pályafutása során a hetediket.
A 2000-es évek elején alakult ki közte és Patrick Vieira között egy hírhedt rivalizálás, illetve ellenségeskedés. A legismertebb esete ennek az ellentétnek egy 2005-ös Arsenal–Manchester meccs. A két csapat még a játékoskijáróban állt, ekkor szólalkozott össze Vieira és Keane. Előbbit Dennis Bergkamp, utóbbit a játékvezető, Graham Poll fogta le, hogy ne kerüljön sor tettlegességre. Az esetet élőben láthatta több millió tévénéző a Sky Sports csatornáján. A felvételen jól hallható, amint Keane megkéri a bírót, hogy szóljon Vieirának, hogy „fogja be a pofáját”. Keane a 4–2-re megnyert meccs után azért kritizálta Vieirát, amiért nem szülőhazája, Szenegál válogatottjában játszik a francia helyett. Az esetről egyébként Poll utólag úgy nyilatkozott, hogy mindkét játékost már a kezdő sípszó előtt ki kellett volna állítania, ám ezt a nagy nyomás miatt végül nem lépte meg.
Utolsó két teljes szezonjában a bajnoki címet már nem sikerült megszerezni, ellenben kétszer is sikerült eljutni a kupa döntőjébe, amelyet a Manchester a 2003-04-es szezonban megnyert, a következőben viszont tizenegyespárbaj után elbukott. Előbbi döntőben a Milwall, egy évvel később az Arsenal volt az ellenfél.
Keane manchesteri pályafutása alatt kilenc különböző trófeát nyert meg, ezzel a klub történetének legsikeresebb csapatkapitánya. A 2005-ös kupadöntővel hetedszer lépett pályára ilyen mérkőzésen, ez akkor rekordnak számított. Ötvenedik gólját a klub színeiben 2005. február 5-én, a Birmingham ellen szerezte. A bajnokság története során holtversenyben ő kapta a legtöbb piros lapot, karrierje során összesen tizenháromszor állították ki. Ő az egyetlen ír labdarúgó, aki bekerült a Pelé által összeállított FIFA 100 listába, amely a 125 valaha élt legnagyobb labdarúgót tartalmazza.

#### Távozás
Keane, némileg váratlanul, 2005 novemberében elhagyta a klubot. Ekkor már egy ideje nem szerepelt a csapatban, ugyanis utolsó manchesteri tétmeccsén, amelyet a Liverpool ellen játszott, egy Luis García-belépő után megsérült. Többen úgy vélték, hogy egy Sir Alex Fergusonnal történt vita miatt kellett távoznia a csapattól.
Egy másik tévészereplése nagyobb botrányt kavart. Egy, a Middlesbrough ellen elszenvedett súlyos, 4–1-es vereség után a tévében élesen kritizálta a csapat több játékosát, John O'Shea-t, Alan Smith-t, Kieran Richardsont, Darren Fletchert és Rio Ferdinandot is.
Nem sokkal később szóbeli megállapodást kötött Fergusonnal, hogy elengedi őt más klubhoz, akár már a téli átigazolási időszakban. December 15-én jelentették be, hogy gyerekkori kedvenc csapata, a skót Celtic szerződtette, heti negyvenezer fontos fizetésért.
Búcsúmérkőzésére 2006. május 9-én került sor az Old Traffordon, korábbi csapata, a Manchester és a Celtic között. Keane az első félidőben a Celticnél szerepelt, míg a másodikban a MU csapatkapitánya volt. A stadionban 69 561-en látták a mérkőzést, ez a legmagasabb nézőszám Angliában barátságos mérkőzéseket tekintve. A meccs teljes bevétele a Keane által támogatott Guide Dogs for the Blind Association jótékonysági szervezethez került.

### Celtic
Keane új csapatában, a Celticben 2006 januárjában, egy Clyde elleni kupamérkőzésen mutatkozott be. A meccs hatalmas meglepetésre 2–1-es Clyde-győzelemmel ért véget. Első, és mint később kiderült, egyetlen gólját a Falkirk ellen szerezte. Egy héttel később, első Old Firmjén is jól játszott, a Rangers elleni meccsen a találkozó legjobbjának választották. A szezon végén a Celtic bajnok és kupagyőztes is lett, ezek voltak Keane utolsó sikerei játékosként.
Visszavonulását 2006. június 12-én jelentette be, egészségügyi okokra hivatkozva, ugyanis pályafutása vége felé már sokszor bajlódott kisebb-nagyobb sérülésekkel.

### Válogatott
A felnőtt válogatott előtt egy évig az U21-esben szerepelt. Itt négy mérkőzésen lépett pályára, gólt nem szerzett.
A nagycsapatban 1991-ben, egy barátságos meccsen mutatkozhatott be. Bekerült az 1994-es vb-re utazó keretbe is, ahol minden meccsen játszott. A csoportmeccsek során az írek 1–0-ra legyőzték a később egészen a döntőig menetelő Olaszországot. Érdekesség, hogy a csoportban minden egyes válogatott 4–4 ponttal végzett. A végállomást a nyolcaddöntőben Hollandia jelentette. A szereplést az országban szinte mindenki sikerként élte meg, kivéve Keane-t, aki a torna után rendezett partin nem jelent meg, mondván nincs mit ünnepelni, elég keveset értek el.
Az 1998-as vb selejtezőin sorsdöntő meccsekről hiányzott, így nem tudott csapata segítségére lenni a kijutás kiharcolását illetően. Írország csoportja második helyén végzett, ám a pótselejtezőn kiesett Belgium ellen, összesítésben egy góllal.
A 2000-es Európa-bajnokságra az írek ismét nem jutottak ki, újfent a pótselejtező elvesztése után, ezúttal Törökország ellen.
A 2002-es vb-selejtezőkön már sikerült kiharcolni a vb-részvételt, méghozzá úgy, hogy a csapat veretlenül zárt csoportjában, sem Portugália, sem Hollandia nem tudta legyőzni.
A torna előtt többször is elégedetlenkedett a pálya minőségét illetően. Miután több emberrel, köztük a kapusedző Packie Bonnerrel is összeveszett, már a második napon kijelentette, hogy hazautazik, azonban nem talált rögtön magának hazafelé induló repülőt. Bár helyette kiutazott Colin Healy, másnap sikerült Keane-t meggyőzni, hogy maradjon. Egy ideig lecsendesedtek a kedélyek, egy újságcikk miatt azonban a kapitánnyal is összeveszett, aki hazaküldte őt. Mivel ez már a nevezési határidő lejárta után volt, Healyt nem nevezhették a világbajnokságra.
McCarthy két Eb-selejtezős vereség után lemondott, így felmerült annak a lehetősége, hogy Keane visszatérjen a nemzeti csapatba. McCarthy utódjának, Brian Kerrnek sikerült rábeszélnie őt a visszatérésre, azonban nem ő lett a kapitány, hanem Kenny Cunningham. A sikertelen vb-selejtező után Kenae bejelentette, hogy visszavonul a nemzetközi labdarúgástól, hogy klubkarrierjére koncentrálhasson.

## Karrierje edzőként

### Sunderland
Még a Celtic játékosaként felmerült, hogy később annak edzője legyen Gordon Strachan után. Végül a másodosztályú Sunderland menedzsere lett, mindössze egy évvel játékos-pályafutása befejezése után, 2006-ban.
Keane hároméves szerződést kötött a csapattal, amely nem volt túl jó formában, elődje, az ideiglenesen kinevezett Niall Quinn irányítása alatt zsinórban négyszer vereséget szenvedett. A Sunderland ekkor a kiesőzónában, az utolsó előtti helyen tanyázott. Keane nagy változtatásokat eszközölt, több korábbi csapattársa, így a korábbi manchesteri Dwight Yorke és Liam Miller, vagy a Celticből Ross Wallace és Stanislav Varga is a játékosa lett. További két játékos, Graham Kavanagh és David Connolly, a Wiganből érkezett.
A szezon rendkívül jól indult, először 2–1-re sikerült legyőzni a Derby-t, majd a következő fordulóban 3–0-ra a Leeds együttesét. A szezon félidejéig sikerült elkerülni az alsóházból is. Télen további öt játékos érkezett, hárman új igazolásként, ketten pedig kölcsönből vissza. Az eredmények tovább javultak, ennek elismeréseként Keane lett február és március hónap menedzsere. Közben a Sunderland egyre inkább már az automatikus feljutást érő helyekért harcolt. A feljutás április 29-én vált biztossá, amikor az egyik legfőbb rivális, a Derby vereséget szenvedett a Crystal Palace csapatától. A szezon végén is az év menedzsere Keane lett.
A 2007–08-as idény első fele nem sikerült túl jól, többek között egy súlyos, Everton ellen 7–1-es vereség miatt. A tavaszi szezon már jobban sikerült, és két fordulóval a bajnokság vége előtt sikerült kivívni a biztos bennmaradást, a Middlesbrough elleni hazai győzelemmel. Ebben a szezonban Keane tovább folytatta korábbi játékosvásárlási politikáját, miszerint előszeretettel vásárolt játékosokat korábbi csapatából, a Manchester Unitedből. Ebben az idényben Kieran Richardson, Paul McShane, Danny Higginbotham és Phil Bardsley is a Sunderland játékosa lett.
A következő szezonban, bár több jó eredményt is sikerült elérni, a csapat formája közel sem volt kiegyensúlyozott. Decemberben, a Bolton ellen elszenvedett 4–1-es vereség után lemondott. Egy 2009 februári interjújában elmondta, hogy nem csak a rossz eredmények, de a résztulajdonos Ellis Short és az elnök Niall Quinn személye miatt is távozott.

### Ipswich
2009. április 23-án, a Jim Magilton kirúgását követő napon jelentette be az Ipswich Town, hogy Keane lesz a klub új menedzsere. Itt is győzelemmel rajtolt, az első meccsen a Cardiffot sikerült legyőzni 3–0 arányban.
A 2009–10-es szezon rosszul indult, az első tizennégy fordulóban egy győzelmet sem sikerült aratni. Első győzelmét az egész bajnokságban az Ipswich szerezte meg a legkésőbb, novemberben, a Derby ellen. Bár a csapat formája folyamatosan javult, a túl sok döntetlen miatt végül csak a tizenötödik helyen végzett.
Mivel az Ipswich sosem tudott folyamatosan jó játékot produkálni, nem volt reális esélye arra, hogy a feljutásért harcolhasson. A végpont akkor jött el, amikor az Ipswich a huszonegyedik helyig csúszott a tabellán, és végül 2011-es év elején a vezetőség felbontotta Keane szerződését.

### Írország
2013. november 5-én az FAI Martin O’Neillt nevezte ki a válogatott szövetségi kapitányának, segédje pedig Keane lett. Első meccsükre ebben a felállásban Lettország ellen került sor, a végeredmény sima, 3–0-s győzelem lett.
Amikor Neil Lennon lemondott a Celtic vezetőedzői posztjáról a szezon végén, sokáig úgy nézett ki, hogy Keane lehet az utódja, és O'Neill is elmondta, nem gördítene akadályt Keane távozása elé. Keane úgy döntött végül, hogy nem vállalja el az állást, és kérte az illetékeseket is, hogy ne vegyék őt számításba a lehetséges trénerek között. Saját elmondása szerint nem sokon múlt, hogy elvállalja a megbízást, azonban azután, hogy találkozott a Celtic tulajdonosával, Dermot Desmonddal, úgy érezte, nem akarják őt eléggé.
2014 októberében komoly kritikákat kapott, amikor életrajzi könyve megjelentetését pont két sorsdöntő Eb-selejtező elé (Gibraltár, Németország) elé időzítette. O'Neill megvédte Keane-t, mondván, a könyv kiadása nem volt rossz hatással a csapat figyelmére.
Novemberben, a Skócia elleni selejtező előtt nem sokkal egy bizarr incidens történt közte és egy szurkoló között. Sokáig csak annyi volt biztos az esettel kapcsolatban, hogy a szurkolóhoz mentőt kellett hívni, viszont nem történt panasz, illetve feljelentés. Ezután mind a FAI, mind O'Neill megvédte Keane-t. A térfigyelő kamerák felvételeinek kielemzése után kiderült, hogy mindössze annyi történt, hogy a drukker autogramot szeretett volna kérni Keane „The Second Half” (A második félidő) című könyvére, ám miután ezt Keane visszautasította, verbálisan konfrontálódott vele, majd hirtelen rosszul lett, és összeesett. A meccs után Keane azzal vádolta meg az Evertont, hogy azt szerette volna elérni a csapat ír játékosainál, hogy hagyják ki a skótok elleni összecsapást. Erre az Everton sportigazgatója, Bill Kenwright mindössze annyit reagált, hogy Keane „hülyeségeket beszél”. Nem sokkal később ismét ő volt a címlapokon, amikor az USA elleni meccs sajtótájékoztatóján összeveszett egy újságíróval, aki úgy vélte, hogy Keane magára irányít minden médiafigyelmet. Az eset után Keane-nek megtiltották, hogy interjúkat adjon.

### Aston Villa
2014 nyarán rövid ideig ő volt az Aston Villa másodedzője Paul Lambert mögött, párhuzamosan az ír munkájával. Novemberben felbontotta szerződését a Villánál, azzal az indokkal, hogy az ír válogatottra tudjon koncentrálni.

## Magánélete
Roy Keane nős, felesége Theresa Doyle. Még 1992-ben találkoztak, amikor Keane még a Nottinghamben játszott, a nő pedig fogorvos-asszisztens volt. 1997-ben, Keane szülővárosában, Mayfieldben házasodtak össze. Öt gyermek, Shannon, Caragh, Aidan, Leah és Alanna édesapja.
Amikor Keane a Manchesterhez igazolt, a család Bowdonban élt, majd Hale-be költözött.
Gyógyult alkoholfüggő. Önéletrajzi könyvében leírja, hogy a függősége hogyan tette majdnem tönkre őt. Állítása szerint csak és kizárólag az akaratereje segített ezt leküzdeni.
Néhány meccs erejéig szakkommentátorként tevékenykedett az ITV-nél, azonban sokáig ahhoz a nyilatkozatához tartotta magát, hogy unta az egészet, és „inkább fogorvoshoz megy helyette”. Később mégis megváltoztatta véleményét, és a 2009-es BL-döntőn mégis részt vett a stúdióban szakértőként Harry Redknapp és Gareth Southgate oldalán. A 2011–12-es szezonra ő lett az ITV fő elemzője futballmeccsek idején, és a csatorna gyakorlatilag minden élőben közvetített meccsén ő is ott volt. Ugyancsak ott volt a 2012-es Eb-n, többek között a korábbi nagy rivális Patrick Vieira oldalán.

## Sikerei, díjai

### Játékosként
- Manchester United:
  - Bajnok: 1994, 1996, 1997, 1999, 2000, 2001, 2003
  - Kupagyőztes (4): 1994, 1996, 1999, 2004
  - Szuperkupa-győztes (4): 1993, 1996, 1997, 2003
  - BL-győztes: 1999[104]
  - Interkontinentális kupagyőztes: 1999
- Celtic:
  - Bajnok (1): 2005-06
  - Kupagyőztes (1): 2005-06

### Edzőként
- Sunderland:
  - Championship: 2006-07

## Pályafutása statisztikái

### Klub
| Klub               | Szezon             | Bajnokság | Bajnokság | Kupa | Kupa | Ligakupa | Ligakupa | Európa | Európa | Egyéb | Egyéb | Összesen | Összesen |
| Klub               | Szezon             | Mérk      | Gól       | Mérk | Gól  | Mérk     | Gól      | Mérk   | Gól    | Mérk  | Gól   | Mérk     | Gól      |
| ------------------ | ------------------ | --------- | --------- | ---- | ---- | -------- | -------- | ------ | ------ | ----- | ----- | -------- | -------- |
| Cobh Ramblers      | 1989–90            | 12        | 1         |      |      |          |          |        |        |       |       | 12       | 1        |
| Cobh Ramblers      | Összesen           | 12        | 1         |      |      |          |          |        |        |       |       | 12       | 1        |
| Nottingham Forest  | 1990–91            | 35        | 8         |      |      |          |          |        |        |       |       | 35       | 8        |
| Nottingham Forest  | 1991–92            | 39        | 8         |      |      |          |          |        |        |       |       | 39       | 8        |
| Nottingham Forest  | 1992–93            | 40        | 6         | 9    | 0    |          |          |        |        |       |       | 49       | 6        |
| Nottingham Forest  | Összesen           | 114       | 22        | 9    | 0    |          |          |        |        |       |       | 123      | 22       |
| Manchester United  | 1993–94            | 37        | 5         | 6    | 1    | 7        | 0        | 3      | 2      | 1     | 0     | 54       | 8        |
| Manchester United  | 1994–95            | 25        | 2         | 7    | 0    | 1        | 0        | 4      | 1      | 0     | 0     | 37       | 3        |
| Manchester United  | 1995–96            | 29        | 6         | 7    | 0    | 1        | 0        | 2      | 0      | 0     | 0     | 39       | 6        |
| Manchester United  | 1996–97            | 21        | 2         | 3    | 0    | 2        | 0        | 6      | 0      | 1     | 1     | 33       | 3        |
| Manchester United  | 1997–98            | 9         | 2         | 0    | 0    | 0        | 0        | 1      | 0      | 1     | 0     | 11       | 2        |
| Manchester United  | 1998–99            | 35        | 2         | 7    | 0    | 0        | 0        | 12     | 3      | 1     | 0     | 55       | 5        |
| Manchester United  | 1999–2000          | 29        | 5         | –    | –    | 0        | 0        | 12     | 6      | 4     | 1     | 45       | 12       |
| Manchester United  | 2000–01            | 28        | 2         | 2    | 0    | 0        | 0        | 13     | 1      | 1     | 0     | 44       | 3        |
| Manchester United  | 2001–02            | 28        | 3         | 2    | 0    | 0        | 0        | 12     | 1      | 1     | 0     | 43       | 4        |
| Manchester United  | 2002–03            | 21        | 0         | 3    | 0    | 2        | 0        | 6      | 0      | 0     | 0     | 32       | 0        |
| Manchester United  | 2003–04            | 28        | 3         | 5    | 0    | 0        | 0        | 4      | 0      | 1     | 0     | 38       | 3        |
| Manchester United  | 2004–05            | 31        | 1         | 4    | 1    | 1        | 0        | 6      | 0      | 1     | 0     | 43       | 2        |
| Manchester United  | 2005–06            | 5         | 0         | 0    | 0    | 0        | 0        | 1      | 0      | 0     | 0     | 6        | 0        |
| Manchester United  | Összesen           | 326       | 33        | 46   | 2    | 14       | 0        | 82     | 14     | 12    | 2     | 480      | 51       |
| Celtic             | 2005–06            | 10        | 1         |      |      |          |          |        |        |       |       | 10       | 1        |
| Celtic             | Összesen           | 10        | 1         |      |      |          |          |        |        |       |       | 10       | 1        |
| Karrierje összesen | Karrierje összesen | 462       | 57        | 55   | 2    | 14       | 0        | 82     | 14     | 12    | 2     | 625      | 75       |

### Válogatott góljai
| #    | Időpont             | Helyszín                              | Ellenfél       | Állás | Végeredmény | Kiírás       |
| ---- | ------------------- | ------------------------------------- | -------------- | ----- | ----------- | ------------ |
| 1    | 1994. november 16.  | Windsor Park, Belfast, Észak-Írország | Észak-Írország | 4–0   | Győzelem    | Eb-selejtező |
| 2, 3 | 1997. szeptember 6. | Laugardalsvöllur, Reykjavík, Izland   | Izland         | 4–2   | Győzelem    | Vb-selejtező |
| 4    | 1998. szeptember 5. | Lansdowne Road, Dublin, Írország      | Horvátország   | 2–0   | Győzelem    | Eb-selejtező |
| 5    | 1998. október 14.   | Lansdowne Road, Dublin, Írország      | Málta          | 5–0   | Győzelem    | Eb-selejtező |
| 6, 7 | 2001. március 24.   | Nicosia, Ciprus                       | Ciprus         | 4–0   | Győzelem    | Vb-selejtező |
| 8    | 2001. június 2.     | Lansdowne Road, Dublin, Írország      | Portugália     | 1–1   | Döntetlen   | Vb-selejtező |
| 9    | 2001. október 6.    | Lansdowne Road, Dublin, Írország      | Ciprus         | 4–0   | Győzelem    | Vb-selejtező |

### Statisztikái edzőként
| Csapat       | Ország | Tól/től             | Ig                | Statisztika | Statisztika | Statisztika | Statisztika | Statisztika |
| Csapat       | Ország | Tól/től             | Ig                | G           | W           | D           | L           | Győzelem %  |
| ------------ | ------ | ------------------- | ----------------- | ----------- | ----------- | ----------- | ----------- | ----------- |
| Sunderland   | ENG    | 2006. augusztus 28. | 2008. december 4. | 100         | 42          | 17          | 41          | 42%         |
| Ipswich Town | ENG    | 2009. április 23.   | 2011. január 7.   | 81          | 28          | 25          | 28          | 34,57%      |

## Külső hivatkozások
- Roy Keane pályafutásának statisztikái a Soccerbase oldalon (angolul)

- BBC Online
- BBC Wear – Roy Keane's first day on the job at SAFC
- Hírességek Csarnoka

| Előző Éric Cantona | a Manchester United FC csapatkapitánya 1997–2005 | Következő Gary Neville |